# Monika Sajko-Gradowska
Monika Sajko-Gradowska (ur. 20 października 1966 r.) – scenograf i kostiumolog. Z kinematografią współpracuje od 1989, jako autorka kostiumów zadebiutowała w 1995, jako scenograf w 1999.

## Filmografia
Scenografia:
- 2008: Pora mroku
- 2007: Hania
- 2007: Korowód
- 2006: Samotność w sieci
- 2006: Palimpsest
- 2006: Plac Zbawiciela
- 2005–2008: Egzamin z życia
- 2004: Vinci
- 2003: Pogoda na jutro
- 2002: Superprodukcja
- 2001: Pieniądze to nie wszystko
- 2000: Duże zwierzę
- 1999: Tydzień z życia mężczyzny